# Instituto de Investigaciones Históricas (UABC)
El Instituto de Investigaciones Históricas fue creado en 1975 (conocido en ese tiempo con el nombre de Centro de Investigaciones Históricas UNAM-UABC). Su fundación obedeció a los impulsos desde el Instituto de Investiagcones Históricas del Dr. Miguel León-Portilla y uno de sus alumnos en el Programa de Maestría en Historia de esa institución, el abogado David Piñera Ramírez. A partir de 1991, la unidad académica dejó de pertenecer a la Universidad Nacional Autónoma de México y se convirtió en Instituto de Investigaciones Históricas de la Universidad Autónoma de Baja California (IIH-UABC). Entre 1975 y 1993, el Centro de Investigaciones Históricas, después Instituto, se ubicó en propiedades ubicadas dentro de los fraccionamientos del Infonavit Lomas del Porvenir y del Infonavit Zona del Río, a partir del segundo semestre de 1993 se trasladó al edificio que actualmente ocupa en el campus Tijuana de la UABC.

### Programa de Maestría y Doctorado en Historia
El IIH-UABC tiene como misión realizar, coordinar, promover y difundir la investigación histórica con "metodología profesional los desarrollos históricos de las diversas regiones del país, para así enriquecer la historia nacional. Entre esas regiones destaca la península de Baja California [...]". A partir del segundo semestre del 2010 cuenta con un Programa de Maestría y Doctorado en Historia (PMDH), la modalidad de maestría obtendría desde el segundo semestre del 2011 con reconocimiento del Padrón Nacional de Posgrados de Calidad (PNPC) del Consejo Nacional de Ciencia y Tecnología, mientras la modalidad doctoral lo adquirió a partir del segundo semestre del 2012. Esto permite a los alumnos del PMDH acceder a becas para dedicarse de tiempo completo a la investigación y escritura de sus respectivas tesis de posgrado.
En sus inicios el Centro de Investigaciones Históricas UNAM-UABC se integró por un grupo de investigadores locales, trabajando ellos en la recopilación de documentos referentes a la historia de la península de Baja California. Así se empezó a localizar y a obtener documentación de diversa índole en fotocopias y en rollos de microfilm.